# Saint-Ghislain
Saint-Ghislain (en picard Sint-Guilin) és un municipi belga de la província d'Hainaut a la regió valona. És considerada la capital del Borinage. Està compost per les seccions de Baudour, Hautrage, Neufmaison, Saint-Ghislain, Sirault, Tertre i Villerot. Es troba a uns 12 kilòmetres de Mons, entre els municipis francesos de Maubeuge i Valenciennes, vora de Bavay.

## Personatges il·lustres
- Johannes Ockeghem (1420-1495), compositor

## Agermanaments
- Saint-Lô